# Nilza de Sena
Nilza Marília Mouzinho de Sena (21 de novembro de 1976) é uma professora universitária, secretária-geral do conselho nacional de educação e política portuguesa. Foi deputada à Assembleia da República entre 2011 e 2019, pelo Partido Social Democrata (PSD). Foi, ainda, vice-presidente da Assembleia parlamentar da Organização para a Segurança e Cooperação Europeia (OSCE) pelo Partido Popular Europeu (PPE)).

## Biografia
Nilza de Sena tem ascendência portuguesa, goesa, moçambicana e francesa.
É mestre em Ciência Política (desde 2001) e doutorada em Ciências Sociais na especialidade de Sociologia (desde 2007). É professora no Instituto Superior de Ciências Sociais e Políticas, da Universidade de Lisboa.
Entre julho 2020 e julho de 2024 foi vice-presidente do Instituto Superior de Ciências Sociais e Políticas, da Universidade de Lisboa, com os pelouros da Ligação à Sociedade Civil e Apoio à Internacionalização. É investigadora sénior do Centro de Administração e Políticas Públicas (CAPP), enquanto mantem a docência e a publicação nas áreas da Comunicação Política.
Entre entre 2010 e 2014 ocupou o cargo de Vice-Presidente do PSD e foi Deputada à Assembleia da República entre 2011 e 2019,
Foi deputada à Assembleia da República nas XII e XIII Legislaturas, entre 2011 e 2019, onde foi Vice-Presidente da Comissão Parlamentar de Educação e Ciência (2012-2017); Coordenadora do PSD na Comissão Parlamentar de Educação e Ciência (2017-2019); Membro da Comissão Parlamentar de Trabalho e Segurança Social (2011-2018).
Foi também Conselheira no Conselho Nacional de Educação (2013-2020) e Conselheira na Comissão para a Igualdade e Contra a Discriminação Social (2011-2015).
Ocupou funções políticas internacionais: Vice-Presidente da OSCE-PA (Organização para a Segurança e Cooperação Europeia - Assembleia Parlamentar) (2018-2020); Presidente da Comissão de Assuntos Económicos, Ciência, Tecnologia e Ambiente da OSCE-PA (2016-2018 e Vice-Presidente da Comissão de Assuntos Económicos, Ciência, Tecnologia e Ambiente da OSCE-PA (2013-2016).
Foi igualmente Membro da Comissão de Democracia, Direitos Humanos e Questões Humanitárias da OSCE.
Participou em várias missões de observação eleitoral, como por exemplo: Cazaquistão (2012); Ucrânia (2012; 2014); Republica da Macedónia (2014); Turquia (2015); Moldávia (2016).
Liderou um grupo de 300 parlamentares de 56 países na Missão de Observação Eleitoral no Azerbaijão, na qualidade de Coordenador Especial da OSCE (2018).
Liderou visita de campo da OSCE à Região do Ártico e todas as reuniões posteriores decorrentes com as autoridades norueguesas (2019).
Foi oradora convidada da OSCE-PA na 71.ª Sessão da Assembleia Geral das Nações Unidas, na reunião parlamentar intitulada “A World of Blue: Preserving the Oceans, Safeguarding the Planet, Ensuring Human Well-being in the Context of the 2030 Agenda” - New York, 2017 e foi na Conferencia das Nações Unidas “Security Days”, alusiva ao tema "The OSCE and the UN Sustainable Development Goals” – Wien, 2019.
Foi uma das fundadoras, com Jorge Moreira da Silva e outros, do Think Tank - Plataforma para o Crescimento Sustentável, que procura contribuir para o modelo de crescimento sustentável do País (2011).
É membro do Instituto Francisco Sá Carneiro, desde 2013.
Pertence ao Advisory Board do International Affairs Network (IAN), uma organização com a missão de desenvolver ideias políticas e investigação acerca dos desafios do multilateralismo e o papel de Portugal no mundo (desde 2019).
Foi presidente da Assembleia de Freguesia de Santo Condestável entre 2005 e 2009.

## Obras
É autora dos livros: 
- A Televisão por Dentro e por Fora, Edições Minerva, ISBN: 9789727982967
- A Interpretação Política do Debate Televisivo 1974/1999, editado pela Universidade Técnica de Lisboa, ISBN:       9789728726089